# Mantes-la-Jolie
Mantes-la-Jolie /mɑ̃tlaʒɔˈli/ è un comune francese di 43 417 abitanti situato nel dipartimento degli Yvelines nella regione dell'Île-de-France.

## Storia
Posta a metà strada tra Parigi, sede della monarchia francese e Rouen, capitale dei Duchi di Normandia. La città venne conquistata e incendiata nel 1087 da Guglielmo in Conquistatore ma qui venne disarcionato e con il pomello della sella si perforò l'addome che gli provocò una peritonite che poi lo portò alla morte. Qui morì, nel 1223, anche Filippo II di Francia. Durante la Guerra dei Cent'anni Mantes passò in diverse mani, al termine del conflitto la città passò un periodo di relativa tranquillità.

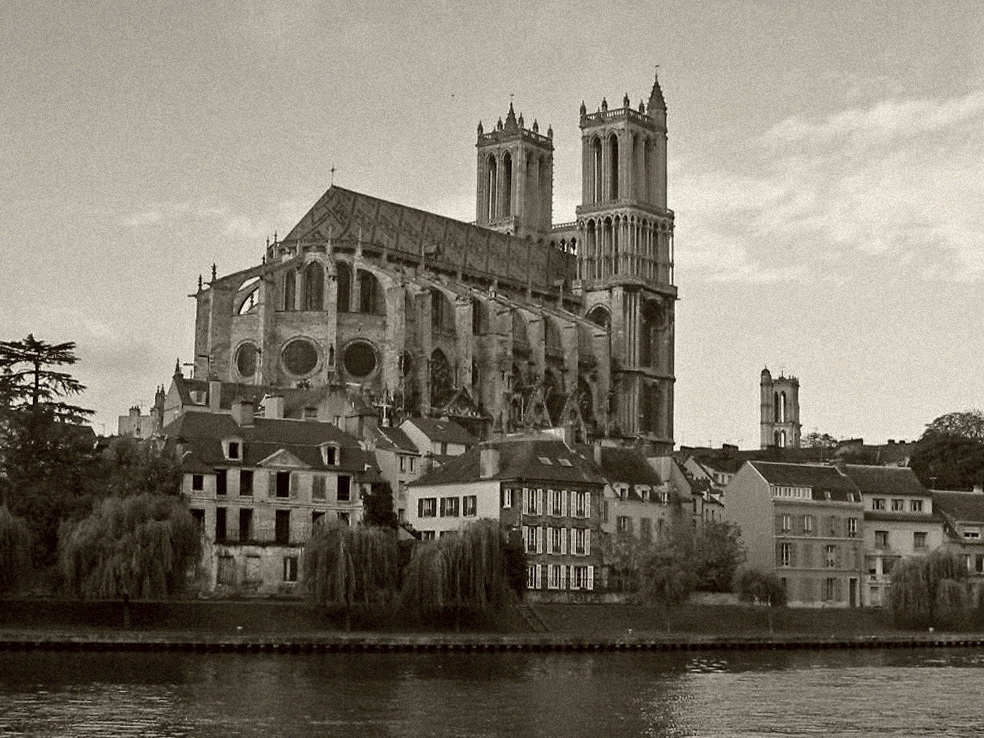
La Collegiata di Mantes dalla Senna.

 Il Re Sole vi impiantò una fiorente industria musicale, in particolar modo ottoni e legni. Proprio a Mantes Corot dipinse alcuni suoi celebri quadri. Nel 1944 gli Alleati varcarono per la prima volta la Senna, nel 1953 Mantes, che prima si chiamava Mantes-Gassicourt venne ribattezzata Mantes la Jolie (Mantes la Bella).

## Monumenti e luoghi d'interesse
- Collegiata di Notre-Dame. Massimo monumento cittadino, l'edificio dominante il panorama circostante dall'alto della Senna, venne costruito fra il 1155 e il 1350 e presenta tre fasi dell'architettura gotica. Venne fortemente influenzato dalla Cattedrale di Notre-Dame di Parigi e da quella di Laon.
- Torre di San Maclovio. Venne eretta in stile gotico all'inizio del XVI secolo insieme alla chiesa omonima che andò distrutta dalla Rivoluzione francese.
- Chiesa di Gassicourt. Sorge nel quartiere omonimo e venne eretta nel XII-XIII secolo. Presenta un ricco portale scolpito e antiche vetrate absidali del XIII secolo.
- Hôtel-Dieu. L'antico ospedale, a destra della Collegiata, conserva la cappella settecentesca ove è allestito un museo.

## Società

### Evoluzione demografica
Abitanti censiti

## Amministrazione

### Gemellaggi
- Maia, Portogallo
- Schleswig, Germania, dal 1958
- Hillingdon, Regno Unito, dal 1958

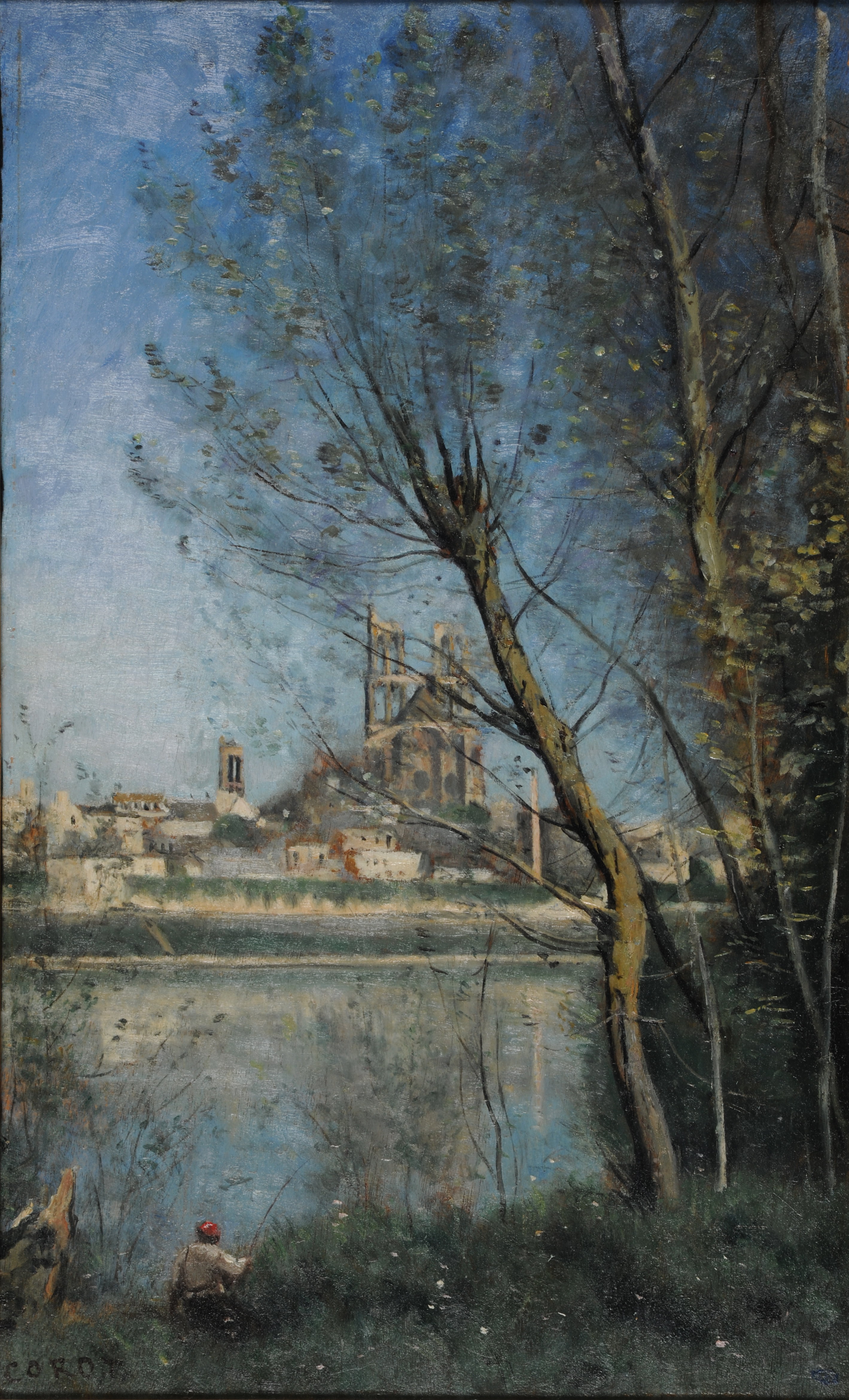
veduta di Mantes di Corot.